# أعراض وظيفية
العَرَض أو العارض الوظيفي هو عبارة عن خلل في عمل الجهاز العصبي لا يُعرف له سبب جسدي محدد. لكن وفي الآونة الأخيرة، بات يُنظر إلى الأعراض الوظيفية بشكل متزايد في إطار مجموعة من العوامل النفسية والفسيولوجية والبيولوجية التي يُحتمل أن تكون ذات صلة.
تاريخيا، كان هناك الكثير من النقاش الحاد حول ما إذا كانت بعض المشاكل ترتبط بخلل في البنية الجسدية (المرض) أو الوظيفة (عمل الجهاز العصبي غير الطبيعي). حيث كانت تصنف في مرحلة ما على أنها أعراض وظيفية، لكن لاحقًا، ومع تقدم التقنيات الطبية، أُعيد تصنيفها على أنها عضوية. وهكذا، عندما يكون الطب قاصراً عن اكتشاف علاجات فعالة للمرض أو تحديد أسباب فسيولوجية للأعراض، فإن مهنة الطب -وفي سياق توضيح حدودها- تسعى لتقليل الدور التوضيحي الذي تلعبه الفجوات الكثيرة في فهمها العلمي الحالي، وبدلًا من ذلك فهمها لنظريات المسببات النفسية الجسدية لمراعاة الأعراض الجسدية التي لا يمكن تفسيرها بطريقة أخرى، ولا يمكن علاجها. (لتصوير هذا المنطق: «لا يمكنني أن أعالجك: يجب أن تكون غاضبًا»). من الثابت أن الأعراض النفسية الجسدية هي ظاهرة حقيقية، لذلك غالبًا ما يكون هذا التفسير المحتمل معقولًا، ولا يمكن تنفيذه بسهولة دائمًا، ويمكن أن يكون مطمئنًا. (على الأقل بالنسبة للطبيب). في بعض الأحيان يكون ذلك صحيحًا، ومع ذلك فإن شيوع مجموعة من الأعراض النفسية والضعف الوظيفي لا يعني أن أحدهما يسبب الآخر. على سبيل المثال، تميل الأعراض المرتبطة بالصداع النصفي والصرع والفصام والتصلب المتعدد وقرحة المعدة ومتلازمة التعب المزمن ومرض لايم (بالإنجليزية: lyme disease) والعديد من الحالات الأخرى تاريخياً في البداية إلى تفسيرها إلى حد كبير كمظاهر جسدية للحالة النفسية للمريض. حتى يتم اكتساب المعرفة الفسيولوجية الجديدة في نهاية المطاف. عند هذه النقطة، نفقد جزء من الاعتماد السابق على التفسيرات النفسية. بالنظر إلى وجهة نظر تاريخية طويلة، كون الأطباء بشرًا، يبدو أنه لا يوجد سبب وجيه لافتراض أن هذا النمط التاريخي للتصحيح النهائي لسوء الإسناد النفسي للأعراض قد أصبح شيئًا من الماضي. مثال آخر محدد هو الإمساك المزمن، والذي قد يكون له أسباب نفسية. ومع ذلك، فإن أحد أنواع الإمساك الذي يبدو ظاهرًا للوظيفة، وهو فقر الدم، قد يكون له أساس عصبي (جسدي).
بينما يحدث التشخيص الخاطئ للأعراض الوظيفية، في علم الأعصاب، على سبيل المثال، يبدو أن هذا لا يحدث بشكل متكرر أكثر من المتلازمات العصبية أو النفسية الأخرى. ومع ذلك، من أجل القياس الكمي، يجب الاعتراف بالتشخيص الخاطئ على هذا النحو، والذي يمكن أن يكون مشكلة في مجال صعب مثل الطب.
الاتجاه الشائع هو رؤية الأعراض والمتلازمات الوظيفية مثل الألم العضلي الليفي، ومتلازمة القولون العصبي والأعراض العصبية الوظيفية مثل الضعف الوظيفي كأعراض تكون فيها العوامل البيولوجية والنفسية ذات صلة، دون أن يكون أحدها سائدًا بالضرورة.

## الضعف
الضعف الوظيفي هو ضعف الذراع أو الساق بدون دليل على تلف أو مرض في الجهاز العصبي. يعاني المرضى الذين يعانون من ضعف وظيفي من أعراض ضعف الأطراف التي يمكن أن تكون معوقة ومخيفة مثل مشاكل المشي أو «ثقل» من جانب واحد، أو إسقاط الأشياء أو الشعور بأن أحد الأطراف غير طبيعي أو «جزء منه». يمكن أيضًا وصف الضعف الوظيفي بأنه اضطراب أعراض عصبية وظيفية (FNsD) أو اضطراب عصبي وظيفي (FND) أو أعراض عصبية وظيفية. إذا كانت الأعراض ناتجة عن محفز نفسي، فقد يتم تشخيصها على أنها «اضطراب حركي انفصامي» أو اضطراب التحويل (CD).
غالبًا ما يبدو للمريض والطبيب كما لو كانت هناك سكتة دماغية أو ظهرت عليه أعراض التصلب المتعدد. ومع ذلك، على عكس هذه الظروف، مع الضعف الوظيفي، لا يوجد ضرر دائم للجهاز العصبي مما يعني أنه يمكن أن يتحسن أو حتى يزول تمامًا.
يجب أن يتم التشخيص عادة من قبل طبيب أعصاب استشاري بحيث يمكن استبعاد الأسباب العصبية الأخرى. يجب أن يتم التشخيص على أساس السمات الإيجابية في تاريخ المرض  والفحص (مثل  Hoover's sign). من الخطورة إجراء التشخيص لمجرد أن الاختبارات طبيعية. عادة ما يشخص أطباء الأعصاب بشكل خاطئ حوالي 5% من الوقت (وهو نفس الشيء بالنسبة للعديد من الحالات الأخرى).
العلاج الأكثر فعالية هو العلاج الطبيعي، ولكن من المفيد أيضًا للمرضى فهم التشخيص، وقد يجد البعض أن العلاج السلوكي المعرفي يساعدهم على التأقلم مع العواطف المرتبطة بالمرض. بالنسبة لأولئك الذين يعانون من اضطراب التحويل، فإن العلاج النفسي هو مفتاح علاجهم لأنه عوامل عاطفية أو نفسية هي التي تسبب أعراضهم.

## ضعف أسلوب المنح
يشير ضعف اسلوب المنح  عن أحد الأعراض حيث يمكن لذراع المريض وساقه أن توفر في البداية مقاومة ضد لمس الفاحص، ولكن بعد ذلك فجأة «يفسح المجال» ولا يوفر المزيد من المقاومة العضلية.